# Problème d'urne

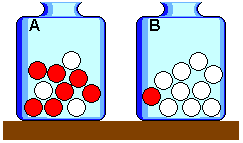
Deux urnes contenant des boules blanches et rouges.

En théorie des probabilités, un problème d'urne est une représentation d'expériences aléatoires par un tirage aléatoire uniforme de boules dans une urne. L'urne est supposée contenir un certain nombre de boules qui sont indiscernables au toucher, c'est-à-dire que lorsque l'on tire une boule à l'intérieur, le tirage est aléatoire et chaque boule à l'intérieur de l'urne a la même chance d'être tirée.
Il est possible de considérer plusieurs types de tirages : des tirages successifs avec ou sans remise, des tirages simultanés, des tirages successifs dans plusieurs urnes suivant des règles prédéfinies. Il est également possible de considérer formellement une infinité d'urnes et/ou une infinité de boule dans une urne.

## Historique

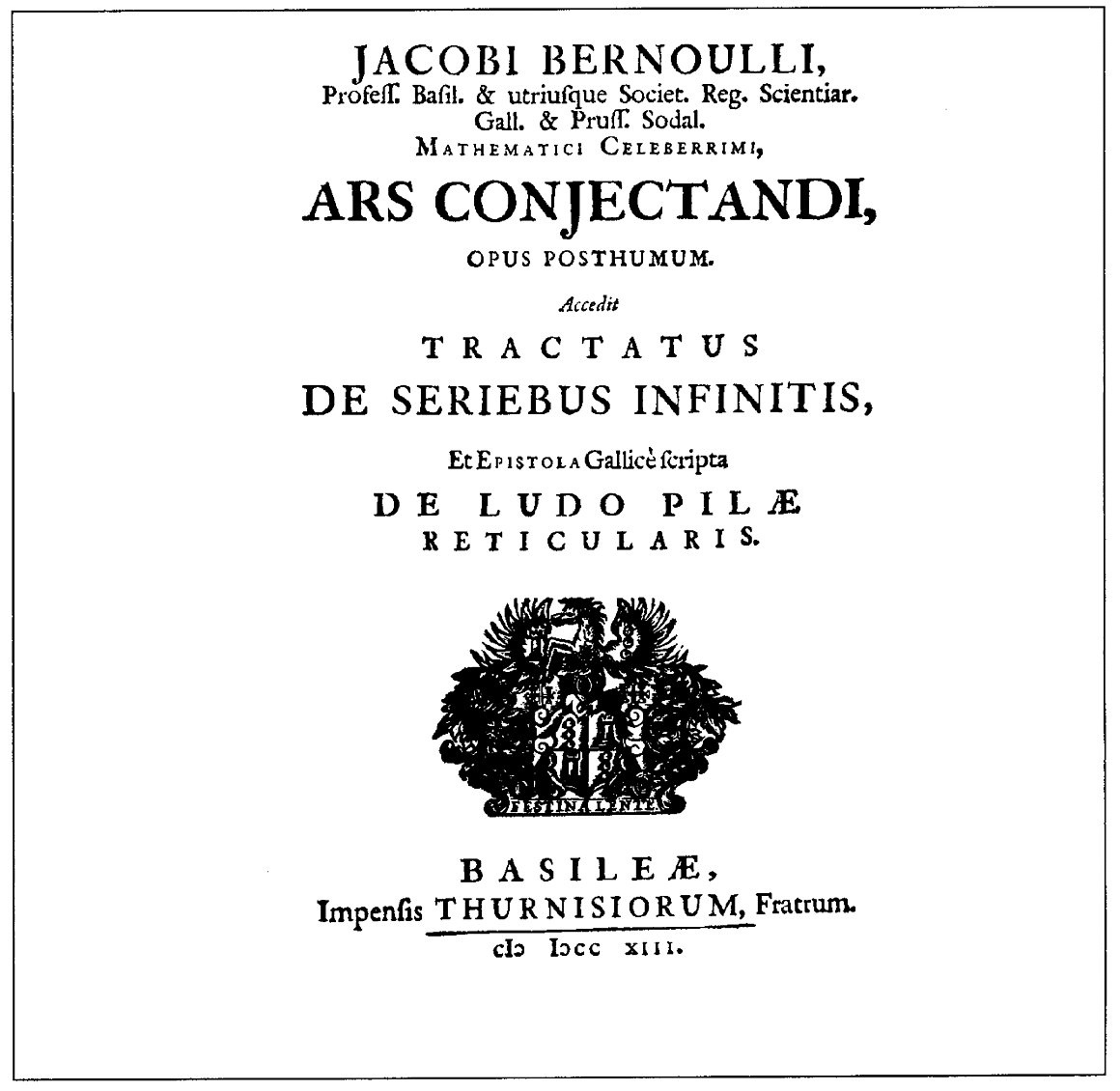
Ars Conjectandi (1713)

Dans Ars Conjectandi (1713), Jacques Bernoulli considère le problème de calcul, connaissant le nombre de cailloux tirés d'une urne, de la proportion des différents cailloux colorés de l'urne. Ce problème est connu comme le problème de probabilité inverse, et a été un sujet de recherche au XVIIIe siècle qui a attiré l'attention de Abraham de Moivre et de Thomas Bayes. 
Bernoulli utilise alors le mot latin urna, qui initialement signifie un vase d'argile, mais ce mot est également utilisé dans la Rome antique pour tout type de boite pour collecter des bulletins de vote ; aujourd'hui encore le mot italien pour urne électorale est urna. Le mot de Bernoulli est peut-être issu de la loterie, des élections ou des jeux de hasard qui consistent à tirer une boule d'un récipient. 
Mentionnons que les élections dans la Venise médiévale et de la renaissance, y compris celle du Doge de Venise, se faisait souvent par un tirage d'urne en utilisant des boules de couleur.

## Modélisation probabiliste
Une urne est un sac contenant un nombre fixé de boules à l'intérieur. Pour des raisons pratiques de dénombrement,les boules sont considérées toutes différentes, même si certaines sont identiques. Grâce à cette hypothèse, la probabilité de tirer une boule est la même pour toutes les boules, il est alors possible de définir une mesure de probabilité uniforme.
Plus mathématiquement, l'urne contenant {\displaystyle n} boules est modélisée par l'ensemble {\displaystyle \Omega =\{1,2,\dots ,n\}}, chaque numéro correspond à une boule. Puisque cet univers est discret, il est possible de lui associer pour tribu, l'ensemble de ses parties : {\displaystyle {\mathcal {P}}(\Omega )}. Comme précisé précédemment, la mesure de probabilité associée est la mesure uniforme : {\displaystyle \mathbb {P} (\{i\})=1/n}.
Grâce à cette modélisation, il est possible de calculer des probabilités par la formule : {\displaystyle \mathbb {P} (A)=Card(A)/n}. L'étude revient alors à dénombrer les évènements favorables.

## Types de tirages et dénombrement

### Tirages successifs sans remise
Lorsque l'on effectue des tirages successifs sans remise de boules dans une urne, le nombre de résultats possibles est donné par une formule mathématique appelée arrangement. Dans ce cas, les résultats obtenus dépendent de l'ordre des boules tirées et chaque boule ne peut être tirée qu'une fois. Le résultat est parfois appelé un mot sans répétition dans l'alphabet {\displaystyle 1,2,\dots ,n}.
Plus mathématiquement, si l'on tire {\displaystyle k} boules successivement sans remise dans une urne contenant {\displaystyle n} boules, il y a :
{\displaystyle A_{n}^{k}={\frac {n!}{(n-k)!}}=n(n-1)(n-2)\dots (n-k+1)} résultats possibles.

### Tirages successifs avec remise
Lorsque l'on effectue des tirages successifs avec remise de boules dans une urne, le nombre de résultats possibles est donné par une formule de puissance. Dans ce cas, les résultats obtenus dépendent de l'ordre des boules tirées, cependant il peut y avoir des répétitions. Comme précédemment, le résultat est appelé un mot avec répétition dans l'alphabet {\displaystyle 1,2,\dots ,n}.
Plus mathématiquement, si l'on tire {\displaystyle k} boules successivement avec remise dans une urne contenant {\displaystyle n} boules, il y a :
{\displaystyle n^{k}} résultats possibles.
Par exemple, quel est le nombre de mots de deux lettres formés à partir de l'alphabet constitué des lettres A,B et C et avec possibilité de répétition des lettres ? Cette situation se représente par deux tirages successifs avec remise de boules labellisées A, B et C. Le nombre de mots possibles est alors : {\displaystyle 3^{2}=9} donnés par :
{\displaystyle AA,AB,AC,BB,BA,BC,CA,CB,CC}

### Tirages simultanés
Lorsque l'on effectue des tirages simultanés de boules dans une urne, le nombre de résultats possibles est donné par une formule mathématique appelée combinaison. Dans ce cas, les résultats obtenus ne dépendent pas de l'ordre des boules tirées, uniquement les groupes de boules sont considérés.
Plus mathématiquement, si l'on tire {\displaystyle k} boules simultanément dans une urne contenant {\displaystyle n} boules, il y a :
{\displaystyle {\binom {n}{k}}=C_{n}^{k}={\frac {n!}{k!(n-k)!}}={\frac {n(n-1)\dots (n-k+1)}{k!}}} résultats possibles.
Par exemple, supposons qu'un comité de trois personnes doit être élue parmi une assemblée de huit personnes. La question est de savoir combien de comités différents peuvent être élus. Puisque l'ordre des personnes dans le comité n'importe pas, cette situation peut se représenter par le tirage simultané de trois boules dans une urne en contenant huit. Le nombre de comités possibles est alors : {\displaystyle {\binom {8}{3}}=56} donnés par :
{\displaystyle (1,2,3),(1,2,4),\dots ,(1,2,8),(1,3,4),\dots ,(1,3,8),\dots ,(6,7,8)}

## Exemples de problème d'urne
- Paradoxe d’Ellsberg,
- Urne de Pólya,